# Col du Tourmalet
« Tourmalet » redirige ici. Pour les autres significations, voir Tourmalet (homonymie).
Le col du Tourmalet est un col de montagne des Pyrénées centrales françaises, à une cinquantaine de kilomètres au sud de Tarbes, dans le département des Hautes-Pyrénées en région Occitanie. Il est emprunté par la route des cols.

## Toponymie
L'étymologie que donnent souvent les guides touristiques du nom Tourmalet est « mauvais détour » : la racine mal- étant interprétée dans le sens du latin malum voulant dire « mauvais ». Toutefois l'association tour = détour en gascon bigourdan n'a rien d'évident et la réputation de mauvais détour peut-être une ré-interprétation du nom local au xixe et xxe siècles à la suite de nombreuses mésaventures des premiers « touristes ».
En gascon, l'appellation pour un lieu-dit « mauvais » utilise plutôt la racine ma[u]- (prononcez maou) comme dans pic de Maupas. La racine mal(h)- signifie plutôt « montagne » (et même « montagne sèche ») ou « flanc de montagne », comme dans Vignemale, Batchimale, Maladeta, etc.
Le préfixe t[u]r (prononcez tour) indiquerait une distance. Dans ce cas, Tour-mal-et ne s'applique à l'origine pas qu'au col et désigne « la montagne lointaine ».

## Géographie
Le col du Tourmalet est le troisième plus haut col routier des Pyrénées françaises, après le col de Tentes (2 207 m) et le col de Portet (2 214 m).

### Topographie

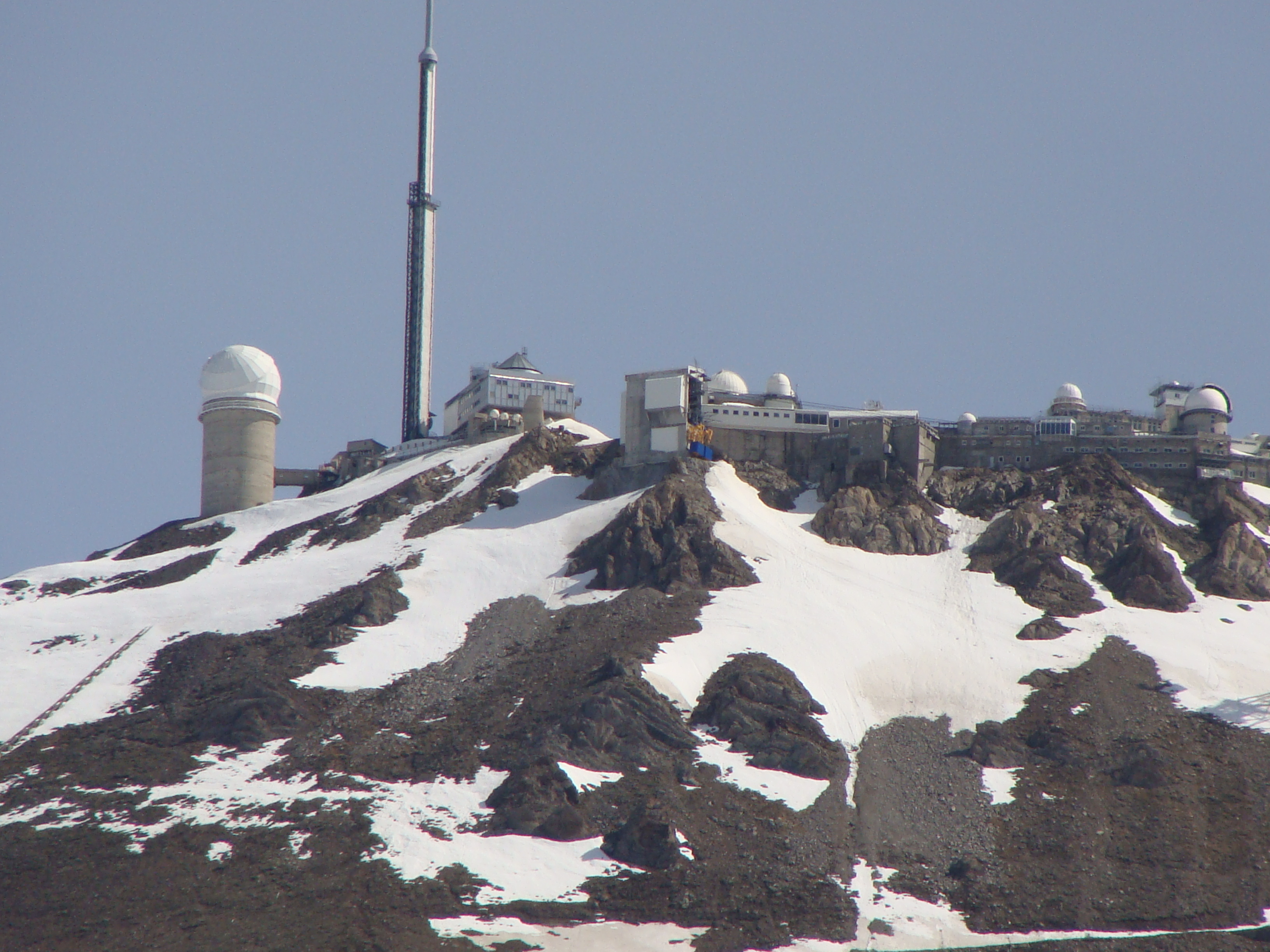
Vue au nord vers l'observatoire du pic du Midi de Bigorre.

Il est dominé par le pic du Midi de Bigorre au nord (2 877 m) et au sud par le pic d'Espade (2 467 m).
Il permet de relier les hautes vallées de l'Adour (Bagnères-de-Bigorre, Campan, La Mongie) à l'est et du gave de Pau à l'ouest (Luz-Saint-Sauveur et Barèges).

### Géologie
Le Tourmalet est situé au cœur de la zone axiale cristalline. Cependant, il est creusé dans des sédiments du Paléozoïque relativement tendres (schistes). Au voisinage du col, on note une abondance de coulées de solifluxion, résultat des processus périglaciaires.

## Histoire
Bien avant que les cyclistes se lancent à l'assaut des cols pyrénéens, le Tourmalet faisait déjà parler de lui.
Parcouru depuis longtemps par les bergers, les pèlerins ou les colporteurs, le col du Tourmalet est franchi en 1088 par Béatrix Ire de Bigorre, qui part de Bagnères percevoir des impôts à Barèges. Le col obtient ses lettres de noblesse en 1675, date où Madame de Maintenon (1635-1719) et le duc du Maine enfant le franchissent pour la première fois pour aller « prendre les eaux » aux thermes de Barèges. À la suite de ce trajet, le chemin est aménagé en 1688. La route est construite en 1730.
La route de la vallée des Gaves, de Luz à Barèges étant très dangereuse et coupée par une crue, il ne reste plus que cette solution pour aller « prendre les eaux » à Barèges afin de soigner le duc du Maine (1670-1736).
La modernisation du chemin qui passe au col attend le milieu du XIXe siècle : la route thermale, une étape qui marque l'histoire et le début d'une grande aventure dans les Pyrénées. Elle est inaugurée le 30 août 1864, au col. Les travaux avaient été financés par Napoléon III en 1859. En 1930, la route thermale devient la RN 618 puis est déclassée en RD 918 dans les années 1970.

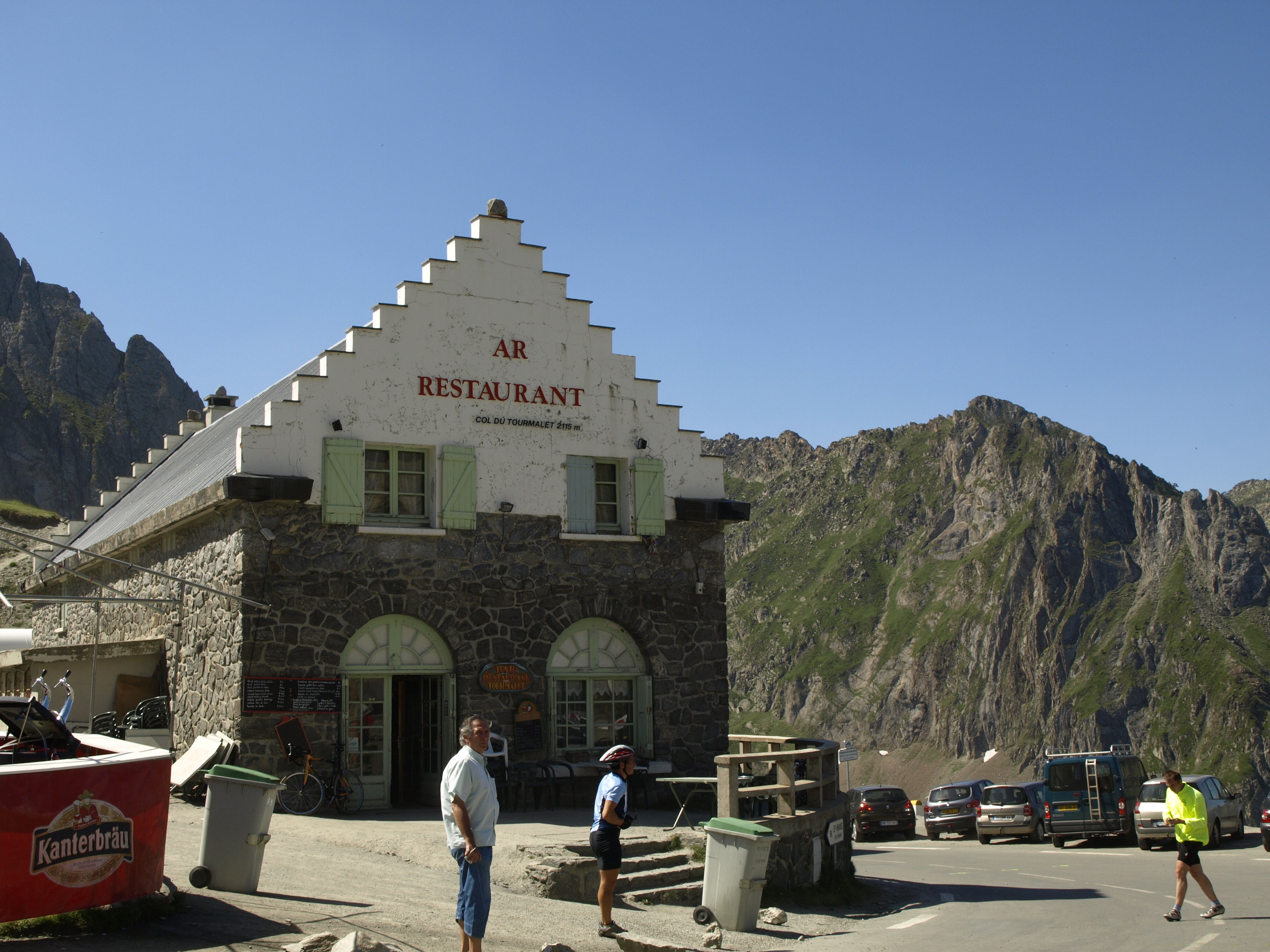
Restaurant au col.

Achille Jubinal, lors de la séance du corps législatif du 22 juin 1868, s'exclame :

« Écoutez ceci : il y a cinq ou six ans, on ne traversait le col d'Aspin qu'à cheval. Maintenant, grâce à l'Empereur, qui a eu personnellement l'idée des routes thermales, nous passons au col de Torte et au col d'Aspin, à 1 800 mètres au-dessus du niveau de la mer ; à Tourmalet, ainsi qu'au col de Geyresourde, qui descend par Luchon ; nous passons à 2 000 mètres d'altitude avec des voitures à quatre chevaux, aussi facilement que vous traversez en Daumont la place de la Concorde. (Exclamations et rires.)
Pourquoi donc un chemin de fer ne pénétrerait-il pas là où vont à présent les voitures ? »

## Accès
Il est en général fermé à la circulation début décembre et rouvert début juin.

## Pratique sportive

### Cyclisme

#### Profil

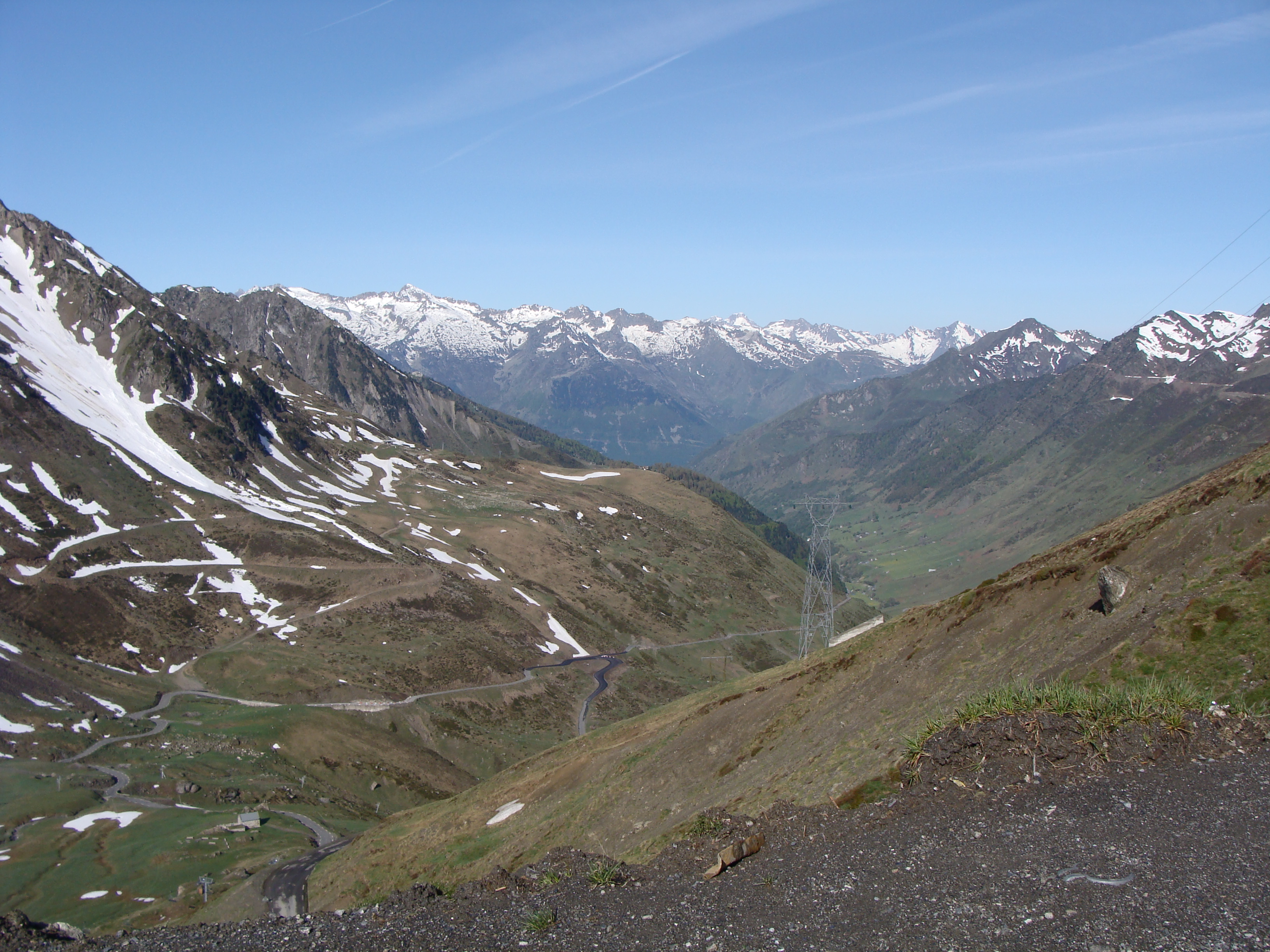
Vue à l'ouest vers la vallée de Barèges.

Par le versant ouest, l'ascension débute à Luz-Saint-Sauveur (711 m) pour 18,3 km à 7,7 %. Ce versant ouest est un peu moins pentu, comprenant souvent des pentes à 7 ou 8 %, que le versant est. Entre Luz-Saint-Sauveur et Barèges au km 7, on trouve fréquemment des lignes droites. À la sortie de Barèges, les cyclistes rencontrent une pente à 9 % pendant un kilomètre. Entre Barèges et le km 16, la route serpente entre de superbes pâturages. À 5 km du sommet, on aperçoit le pic du Midi de Bigorre. Entre les km 14 et 17 (avant-dernier km) la pente est régulièrement à 8 %. Le dernier km présente 10 % de déclivité. La sortie de Barèges et le dernier km sont donc les passages les plus difficiles de cette ascension mais sur l’ensemble la pente est régulière.
En 2011, une nouvelle voie plus large a été faite à partir de Super Barèges. En prenant ce tracé, on a un profil total de 19 km à 7,4 %. L'ancien itinéraire, qui passe par le pont de Gaubie (km 11,4 à 1 533 m), est réservé aux cyclistes pour leur permettre un tronçon sans voitures ; il a été baptisé « voie Laurent Fignon ». Ces deux routes se rejoignent à 4,1 km en contrebas du col.

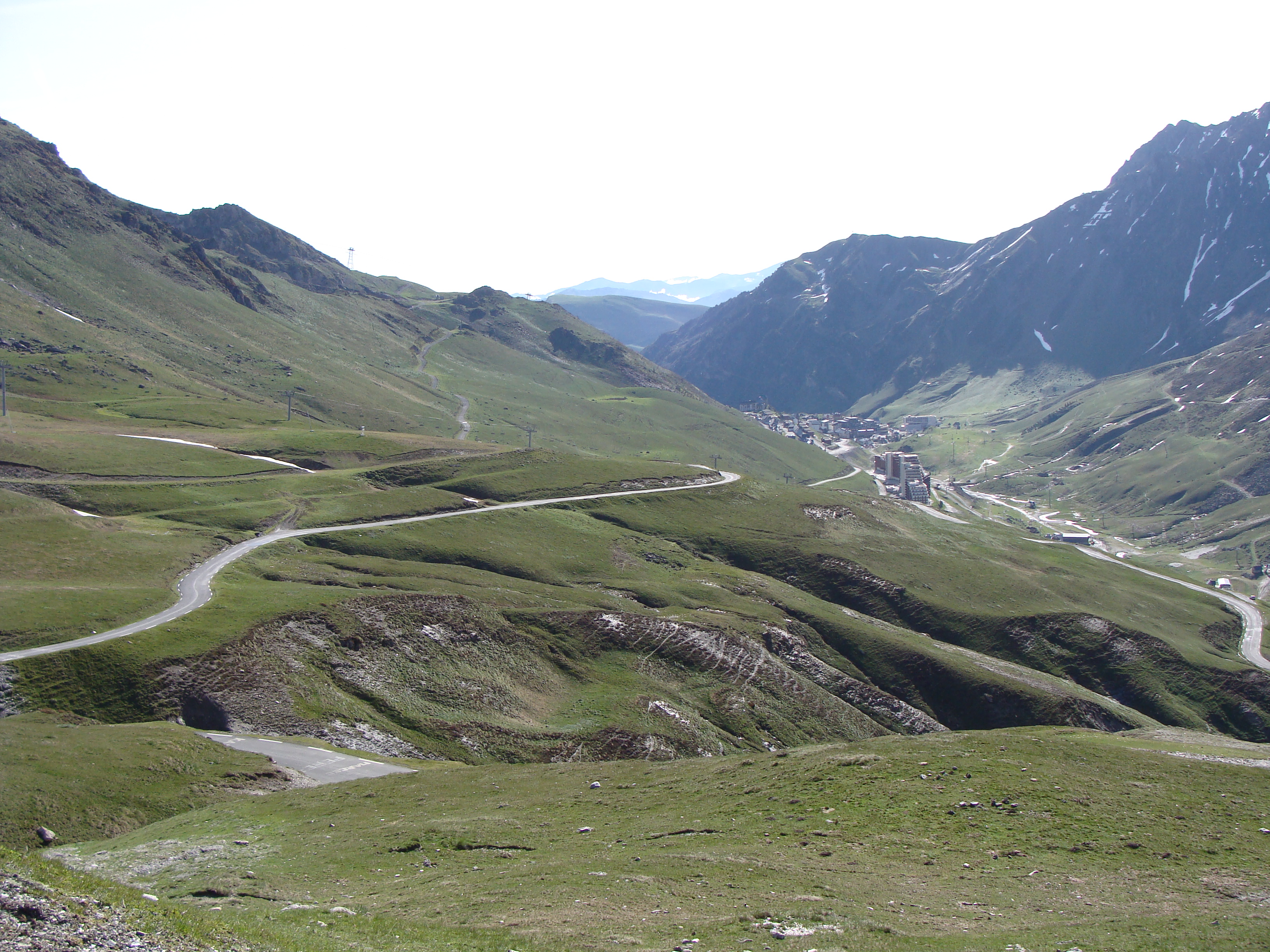
Vue à l'est vers La Mongie.

Commençant par le versant est à Sainte-Marie-de-Campan (851 m), l’ascension a un profil de 17 km à 7,4 % de moyenne. Le début est facile avec des pourcentages modestes sur une route essentiellement rectiligne mais une fois à la sortie du hameau de Gripp (1 020 m environ)  au km 4,6, cela se corse. À partir de Gripp, il reste en effet 12,5 km à 8,7 %. Un peu plus loin, la route passe à côté du petit village d’Artigues-Campan. Entre ce petit village et le onzième kilomètre environ on traverse parfois de la forêt avec pour seule véritable épingle le lacet du Garet (1 423 m) au km 9,3. 2 km environ avant La Mongie, on commence à passer sous des paravalanches et on devine le barrage de Castillon plus bas à droite. Cette portion avec les paravalanches avant La Mongie est difficile avec des passages à 10 %. À La Mongie où l'on entre au km 12,5, la pente est également raide avec un passage à 11 %. C’est dans cette station qu’on trouve un téléphérique qui monte au pic du Midi de Bigorre (2 876 m) et que l'on peut aussi rencontrer des lamas. Après il reste 4,5 km dans un décor de pâturages et de remontées mécaniques. Certaines épingles sont effrayantes et nécessitent des relances énergiques. Finalement, ce versant est plus dur que le versant ouest malgré sa moyenne de pente inférieure car ce sont les quatre premiers km qui baissent la moyenne mais après il y a peu de répit.

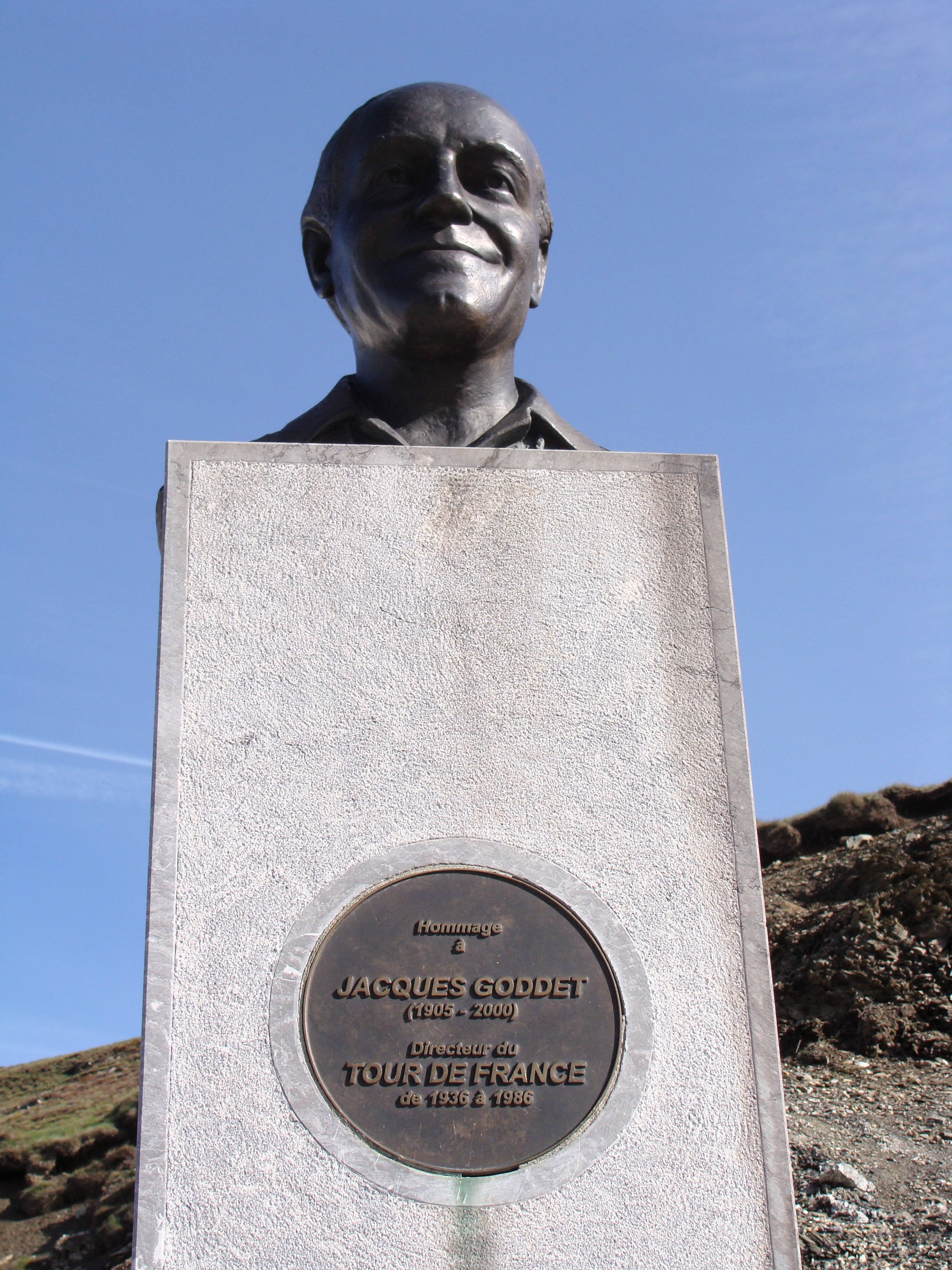
Stèle commémorative à Jacques Goddet.

Une stèle dédiée à Jacques Goddet, ancien directeur du Tour de France, est présente au sommet. Se trouve également, une partie de l'année, une sculpture représentant un coureur nu en danseuse : Le Géant.

#### Histoire cycliste
La première course cycliste passant par le col du Tourmalet dont il est fait mention a lieu le 18 août 1902. Elle est baptisée « concours de bicyclette de tourisme » et est organisée par le Touring club de France. Le départ et l'arrivée de la course sont situés à Tarbes, le Tourmalet est gravi à deux reprises sur une distance de 215 km. Jean Fischer passe les deux fois en tête au col. Victime de crevaisons durant la fin de la course, il est rattrapé par Rodolfo Muller qui le devance de 8 minutes et 30 secondes sur la ligne d'arrivée.
Le col du Tourmalet fait partie intégrante de la « légende du Tour ». Il est emprunté pour la première fois en 1910 lors de la première grande étape pyrénéenne. Octave Lapize passa en tête le col du Tourmalet le 21 juillet 1910, au cours de la grande étape Luchon - Bayonne (325 km), pour la première ascension de l'histoire du Tour. À cette occasion, il lança aux organisateurs : « vous êtes des assassins ! ». Depuis, le Tour de France l'a franchi à 86 reprises, soit plus d'une année sur deux. C'est le col qui a été le plus souvent franchi par la course, tous massifs montagneux confondus,.
De nombreuses légendes ont marqué l'histoire de ce col, on cite encore aujourd'hui le courage exemplaire d'Eugène Christophe, dans le Tour de France 1913, qui, après avoir brisé sa fourche au début de la descente du col, marcha pendant quatorze kilomètres jusqu'à Sainte-Marie-de-Campan où il effectua lui-même sa réparation dans la forge d'Alexandre Torné. À l'endroit précis où sa fourche se brisa, un panneau commémoratif a été installé.
En 1974, l'arrivée de la 17e étape a eu lieu au col. En 2010, à l'occasion du centenaire des Pyrénées dans le Tour de France, il est franchi à deux reprises, dont une arrivée au sommet. En 2019, l'étape arrive pour la troisième fois au sommet qui voit la victoire de Thibaut Pinot devant Julian Alaphilippe et Steven Kruijswijk.

##### Passages du Tour de France
Voici la liste des passages du Tour de France avec les coureurs passés en tête :
- 1910 : Octave Lapize  France
- 1911 : Paul Duboc  France
- 1912 : Odile Defraye  Belgique
- 1913 : Philippe Thys  Belgique
- 1914 : Firmin Lambot  Belgique
- 1919 : Honoré Barthélémy  France
- 1920 : Firmin Lambot  Belgique
- 1921 : Hector Heusghem  Belgique
- 1923 : Robert Jacquinot  France
- 1924 : Ottavio Bottecchia  Italie
- 1925 : Omer Huyse  Belgique
- 1926 : Odiel Taillieu  Belgique
- 1927 : Nicolas Frantz  Luxembourg
- 1928 : Camille Van De Casteele  Belgique
- 1929 : Victor Fontan  France
- 1930 : Benoît Faure  France
- 1931 : Jef Demuysere  Belgique
- 1932 : Benoît Faure  France
- 1933 : Vicente Trueba  Espagne
- 1934 : René Vietto  France
- 1935 : Sylvère Maes  Belgique
- 1936 : Sylvère Maes  Belgique
- 1937 : Julián Berrendero  Espagne
- 1938 : Gino Bartali  Italie
- 1939 : Edward Vissers  Belgique
- 1947 : Jean Robic  France
- 1948 : Jean Robic  France
- 1949 : Fausto Coppi  Italie
- 1950 : Kléber Piot  France
- 1951 : Jean Diederich  Luxembourg
- 1952 : Fausto Coppi  Italie
- 1953 : Jean Robic  France
- 1954 : Federico Bahamontes  Espagne
- 1955 : Miguel Poblet  Espagne
- 1957 : José Da Silva  Portugal
- 1959 : Armand Desmet  Belgique
- 1960 : Kurt Gimmi  Suisse
- 1961 : Marcel Queheille  France
- 1962 : Federico Bahamontes  Espagne
- 1963 : Federico Bahamontes  Espagne et Raymond Poulidor  France
- 1964 : Julio Jiménez  Espagne et Federico Bahamontes  Espagne
- 1965 : Julio Jimenez  Espagne
- 1967 : Julio Jimenez  Espagne
- 1968 : Jean-Pierre Ducasse  France
- 1969 : Eddy Merckx  Belgique
- 1970 : Andrés Gandarias  Espagne
- 1971 : Lucien Van Impe  Belgique
- 1972 : Roger Swerts  Belgique
- 1973 : Bernard Thévenet  France
- 1974 : Jean-Pierre Danguillaume  France[17]
- 1974 (2) : Gonzalo Aja  Espagne[17]
- 1975 : Lucien Van Impe  Belgique
- 1976 : Francisco Galdós  Espagne
- 1977 : Lucien Van Impe  Belgique
- 1978 : Michel Pollentier  Belgique
- 1980 : Raymond Martin  France
- 1983 : José Patrocinio Jiménez  Colombie
- 1985 : Pello Ruiz Cabestany  Espagne
- 1986 : Dominique Arnaud  France
- 1988 : Laudelino Cubino  Espagne
- 1989 : Robert Millar  Royaume-Uni
- 1990 : Miguel Ángel Martínez  Espagne
- 1991 : Claudio Chiappucci  Italie
- 1993 : Tony Rominger  Suisse
- 1994 : Richard Virenque  France
- 1995 : Richard Virenque  France
- 1997 : Javier Pascual Rodríguez  Espagne
- 1998 : Alberto Elli  Italie
- 1999 : Alberto Elli  Italie
- 2001 : Sven Montgomery  Suisse
- 2003 : Sylvain Chavanel  France
- 2006 : David de la Fuente  Espagne
- 2008 : Rémy Di Grégorio  France
- 2009 : Franco Pellizotti  Italie
- 2010 : Christophe Moreau  France
- 2010 (2) : Andy Schleck  Luxembourg
- 2011 : Jérémy Roy  France
- 2012 : Thomas Voeckler  France
- 2014 : Blel Kadri  France
- 2015 : Rafał Majka  Pologne
- 2016 : Thibaut Pinot  France
- 2018 : Julian Alaphilippe  France
- 2019 : Thibaut Pinot  France
- 2021 : Pierre Latour  France
- 2023 : Tobias Halland Johannessen  Norvège
- 2024 : Oier Lazkano  Espagne
- 2025 : Lenny Martinez  France

En plus des passages par le sommet du Tourmalet, le Tour de France a fait trois fois étape sur les pentes du Tourmalet, à La Mongie : en 1970 avec la victoire de Bernard Thévenet, en 2002 avec celle de Lance Armstrong et en 2004 avec Ivan Basso.

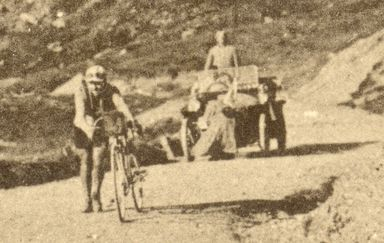
Octave Lapize en 1910 dans la mythique étape Luchon - Bayonne (326 km sans assistance, parti à 3 h 30 du matin et arrivé le premier à 17 h 40).
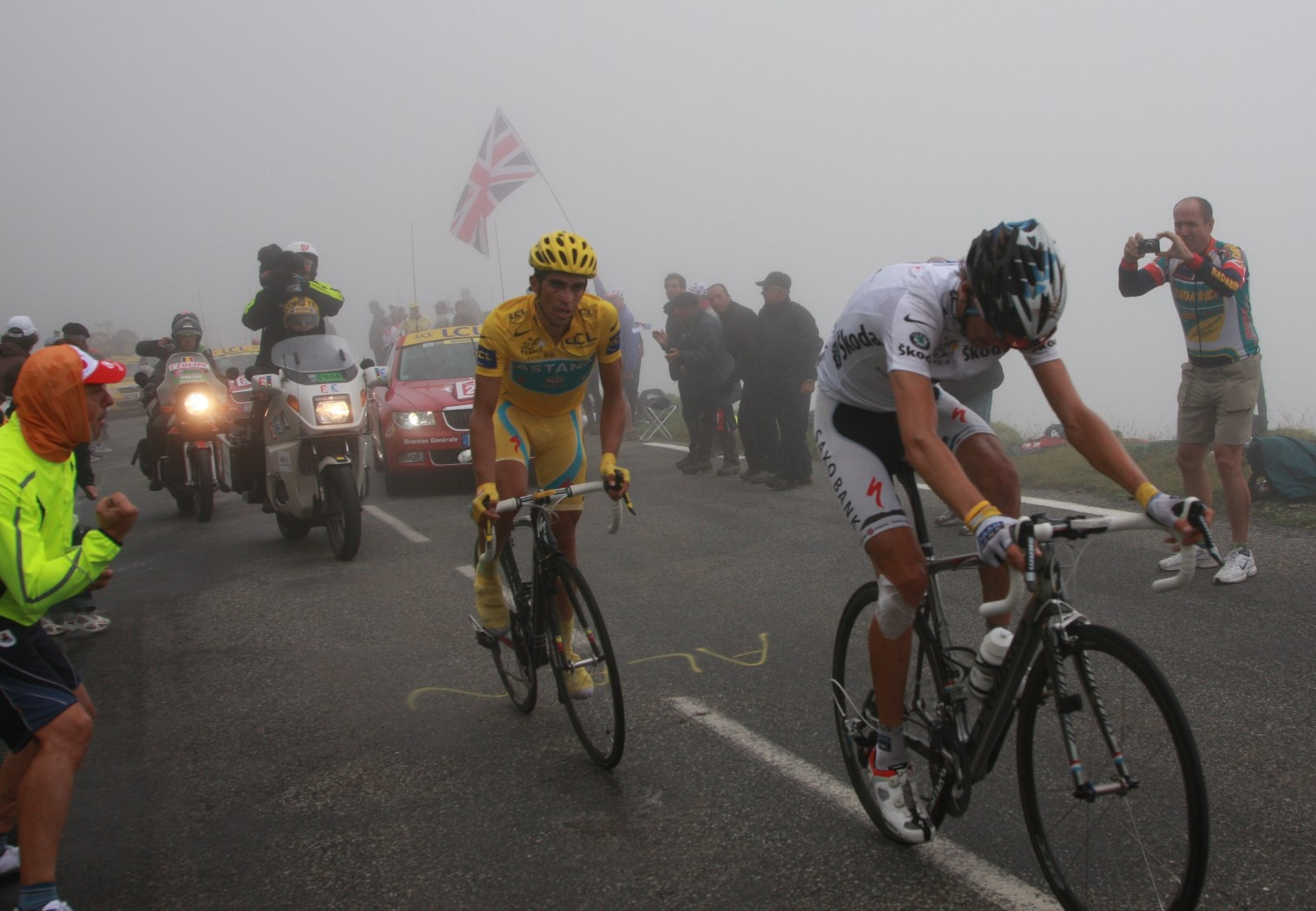
Le duel Andy Schleck-Contador en 2010.

##### Autres courses
L'arrivée de la 6e étape de la Vuelta 2020 était prévue au col du Tourmalet. Elle est annulée en raison de la crise sanitaire liée à la pandémie de Covid-19 et jugée à la station espagnole d'Aramón Formigal. En 2023, l'arrivée de la 13e étape est programmée au col : le Danois Jonas Vingegaard s'y impose.
En 2023, l'arrivée de la 7e étape étape du Tour de France féminin est également jugée au col. C'est la Néerlandaise Demi Vollering qui l'emporte.

### Ski et randonnée
Le col est un point de départ d'excursions vers le pic du Midi de Bigorre et un centre de sports d'hiver. Il est le point de jonction entre les stations de La Mongie et de Barèges. Il a également donné son nom au domaine du Tourmalet, plus grand domaine skiable des Pyrénées françaises.